# Anupam Roy
Anupam Roy (Bengalí: অনুপম রায়) es un cantante, compositor y letrista indio. Famoso por su primera canción titulada "AAsegúrese amar moto thakte dao" (আমাকে আমার মত থাকতে দাও), participó en la banda sonora de la película de 2010 titulada "Autograph". Anupam ha escrito y compuesto más de 150 canciones en lengua bengalí.

## Biografía
Nació y se crio en Calcuta, el 29 de marzo de 1982 (hogar ancestral en Berhampore, Bengala Occidental), Anupam completó sus estudios en un internado de St. Paul y Day School, Kidderpore (Clase X) y de la Fundación MP Birla, BEHALA (Clase XII). Se graduó en Ingeniería Electrónica y Telecomunicaciones de la Universidad Jadavpur de Calcuta. Fue medallista de oro de su lote (2004). Solía trabajar en una empresa llamada Texas Instruments en su natal India, Bangalore como ingeniero de diseño de circuitos analógicos, empezó a ejercer entre 2004 (julio) y 2011 (marzo).

## Discografía
- Autograph (2010 film) - singer/lyricist/music composer (2010)
- Chalo Paltai - singer/lyricist/music director (2011)
- Baishe Srabon - singer/lyricist/music director (2011)
- Rong Milanti - singer/lyricist/music director (2011)
- Jani Dekha Hobe - singer (2011)
- Bedroom - singer (2011)

## Premios y reconocimientos
- Anandalok Special Jury Award for 'The Most Popular Singer, 2010'
- Heritage Samman For Legendary Personalities, (Best upcoming talent, 2010)
- Bangla Sangeet Award (Anandabazar Patrika) - Best Lyricist (2010), Best Song (2010) - Amake Amar Moto Thakte Dao (আমাকে আমার মত থাকতে দাও)
- Big Bangla Movie Awards 2011 - Best Lyricist - Amake Amar Moto Thakte Dao (আমাকে আমার মত থাকতে দাও)
- Zee Bangla Gourab Award 2011- Best Lyricist - Amake Amar Moto Thakte Dao (আমাকে আমার মত থাকতে দাও)
- Bose Tele Cine Awards (Pulok Bandopadhyay Memorial Award) 2011 - Best Lyricist - Amake Amar Moto Thakte Dao (আমাকে আমার মত থাকতে দাও)
- Star Jalsa Entertainment Award 2011- 'Agami Diner Star'
- STAR Ananda Shera Bangali Award 2011 - 'Notun Mukh (Best Newcomer)'
- Big Bangla Rising Star Award 2011 - 'Best Singer (Male)' & 'Role Model'
- Anandalok Best Song Award 2011 for 'Bariye Daao Tomar Haat (Chalo Paltai)'
- Mirchi Music Awards 2012 - 6 awards, upcoming lyricist (Ekbar Bawl), best lyricist (jury & popular) for Bangla Films, best film album 'Baishe Sraabon' (jury and popular) and best song "Gobheere Jao"